# Mauna pictifimbria
Mauna pictifimbria là một loài bướm đêm trong họ Geometridae.